# Chapantongo
Esta página se refiere a una localidad. Para el municipio homónimo véase Municipio de Chapantongo
Chapantongo es una localidad mexicana, cabecera del municipio de Chapantongo en el estado de Hidalgo.

## Toponimia
Chapantonco fue su antiguo nombre, el cual con el transcurso del tiempo se ha ido transformando hasta quedar como actualmente se le conoce Chapantongo. Deriva de la lengua náhuatl chi-pan-ton-co de lo cual se deduce la siguiente interpretación: "Chia", semilla blanca y grande de la cual se obtiene una bebida que sirve de refresco; "pan" de "pentli", hilera, fila, caña o zanja; "ton", viene de la palabra "tontli", que indica diminutiva despectivo; "co", que índice en o dentro del lugar: "En el Riachuelo de la Chia".

## Historia
Se ignora la fecha de fundación pero el origen del pueblo de Chapantongo se atribuye a la llegada de la tribu otomí - tolteca.
En tiempos de la conquista Chapantongo debe considerarse en el camino que siguieron Pedro Rodríguez Escobar y Andrés Barrios, quienes son procedentes de Jilotepec del Estado de México no contentos con lo que había repartido Hernán Cortés, llegaron a la ciudad de Ixmiquilpan en el año de 1530. Después del paso de Rodríguez de Escobar y Barrios, arriban al lugar algunos españoles que fundaron nuevamente el poblado siendo su primer encomendero don Hernán Sánchez de Ortigoza para pasar después a la corona real, en cuya época tuvo de largo, lengua y media por una de ancho, departiendo con Jilotepec y Tula de Allende, dependiendo de él tres estancias que eran Tetepango, Tecpan y Tepozantla en lo religioso, además atendían la capilla de San Juan y San Pedro.
Como en casi todas las poblaciones que se supusieron la orden de evangelización franciscana y agustina; no existen datos acerca de la fundación de la iglesia, pero en el municipio, se tiene el dato exacto de que fue atendida por ambas órdenes y por las fechas de las parroquias, capillas e iglesias cercanas, se puede establecer que la región fue evangelizada primeramente por los franciscanos, que en 1539 fundaron el convento de Tula, sin embargo en Chapantongo no construyeron edificio alguno, únicamente enseñaron la religión y fueron los agustinos en el año de 1550, quienes edificaron la iglesia en clase de vicaría.
En el mes de enero de 1561, figura como vicario Fray Alonso de Castro, residiendo con dos frailes en el monasterio.
En el archivo de la parroquia existe un documento el cual relata que siendo alcalde mayor de la provincia de Jilotepec don Antonio de Rumeyor y para cumplir órdenes del virrey de la Nueva España don Luis de Velasco en el año de 1550, otorga la propiedad de los vertientes de agua a los naturales de Chapantongo, siendo alcalde mayor del lugar don Gaspar de Parrales, en virtud de mandamiento de propio virrey don Luis de Velasco concede la fundación del pueblo y también dos vertientes de agua nombrados El Tanque y el "Tanquillo", habiéndose tomado para la fundación del pueblo de Chapantongo, terreno de la hacienda de Tenería propiedad del Sr. José Orozco, existen otros documentos en los que se asienta que durante los años de 1772 y 1773 solicitan dos regidores del pueblo de Chapantongo, les otorguen los títulos de propiedad, los que concede el teniente coronel de los ejércitos reales como juez y subdelegado de tierras y aguas, Sr. Tomás de la Barreda.

## Geografía
La localidad se encuentra en la región del Valle del Mezquital, le corresponden las coordenadas geográficas 20°17′7.136″ de latitud norte y 99°24′47.632″ de longitud oeste, con una altitud de 2120 m s. n. m. Su terreno es de lomerío principalmente; y se encuentra en la provincias fisiográfica del Eje Neovolcánico, y dentro de la subprovincia de Llanuras y Sierras de Querétaro e Hidalgo. En lo que respecta a la hidrología se encuentra posicionado en la región del Pánuco, dentro de la cuenca del río Moctezuma, y en la subcuenca del río Alfajayucan.

### Clima
Presenta un clima semiseco templado; con una temperatura climatológica media anual de 12 °C a 18 °C con una precipitación total anual de 500 a 700 milímetros.
| Parámetros climáticos promedio de Chapantongo | Parámetros climáticos promedio de Chapantongo | Parámetros climáticos promedio de Chapantongo | Parámetros climáticos promedio de Chapantongo | Parámetros climáticos promedio de Chapantongo | Parámetros climáticos promedio de Chapantongo | Parámetros climáticos promedio de Chapantongo | Parámetros climáticos promedio de Chapantongo | Parámetros climáticos promedio de Chapantongo | Parámetros climáticos promedio de Chapantongo | Parámetros climáticos promedio de Chapantongo | Parámetros climáticos promedio de Chapantongo | Parámetros climáticos promedio de Chapantongo | Parámetros climáticos promedio de Chapantongo |
| Mes                                           | Ene.                                          | Feb.                                          | Mar.                                          | Abr.                                          | May.                                          | Jun.                                          | Jul.                                          | Ago.                                          | Sep.                                          | Oct.                                          | Nov.                                          | Dic.                                          | Anual                                         |
| --------------------------------------------- | --------------------------------------------- | --------------------------------------------- | --------------------------------------------- | --------------------------------------------- | --------------------------------------------- | --------------------------------------------- | --------------------------------------------- | --------------------------------------------- | --------------------------------------------- | --------------------------------------------- | --------------------------------------------- | --------------------------------------------- | --------------------------------------------- |
| Temp. máx. abs. (°C)                          | 31.0                                          | 33.0                                          | 36.0                                          | 38.0                                          | 37.0                                          | 37.0                                          | 38.0                                          | 31.0                                          | 33.0                                          | 33.0                                          | 33.0                                          | 31.0                                          | 38.0                                          |
| Temp. máx. media (°C)                         | 18.8                                          | 20.3                                          | 22.8                                          | 24.4                                          | 24.7                                          | 23.1                                          | 21.7                                          | 21.6                                          | 20.9                                          | 20.2                                          | 19.7                                          | 18.8                                          | 21.4                                          |
| Temp. media (°C)                              | 11.3                                          | 12.5                                          | 14.9                                          | 16.8                                          | 17.5                                          | 16.9                                          | 16.0                                          | 15.9                                          | 15.5                                          | 14.1                                          | 12.8                                          | 11.7                                          | 14.7                                          |
| Temp. mín. media (°C)                         | 3.8                                           | 4.8                                           | 6.9                                           | 9.1                                           | 10.2                                          | 10.6                                          | 10.3                                          | 10.2                                          | 10.2                                          | 8.0                                           | 5.8                                           | 4.6                                           | 7.9                                           |
| Temp. mín. abs. (°C)                          | -9.0                                          | -8.0                                          | -7.0                                          | 0.0                                           | 0.0                                           | 1.0                                           | 2.0                                           | 0.2                                           | 0.0                                           | -4.0                                          | -6.0                                          | -6.0                                          | -9.0                                          |
| Precipitación total (mm)                      | 12.1                                          | 9.6                                           | 13.8                                          | 25.6                                          | 51.1                                          | 101.4                                         | 111.9                                         | 98.7                                          | 97.3                                          | 44.7                                          | 12.5                                          | 6.6                                           | 585.3                                         |
| Días de lluvias (≥ 0.1)                       | 2.0                                           | 2.0                                           | 2.9                                           | 4.3                                           | 7.0                                           | 9.9                                           | 11.4                                          | 10.2                                          | 10.5                                          | 6.7                                           | 3.4                                           | 2.1                                           | 72.4                                          |
| Fuente: Servicio Meteorológico Nacional. 2015 |                                               |                                               |                                               |                                               |                                               |                                               |                                               |                                               |                                               |                                               |                                               |                                               |                                               |

## Demografía
De acuerdo con el Censo de Población y Vivienda 2020 del INEGI; la localidad tiene una población de 2006 habitantes, lo que representa el 15.47 % de la población municipal. De los cuales 962 son hombres y 1044 son mujeres; con una relación de 92.15 hombres por 100 mujeres.
Las personas que hablan alguna lengua indígena, es de 12 personas, alrededor del 0.60 % de la población de la ciudad. En la ciudad hay 5 personas que se consideran afromexicanos o afrodescendientes, alrededor del 0.25 % de la población de la ciudad.
De acuerdo con datos del censo INEGI 2020, unas 1712 declaran practicar la religión católica; unas 94 personas declararon profesar una religión protestante o cristiano evangélico; 0 personas declararon otra religión; y unas 196 personas que declararon no tener religión o no estar adscritas en alguna.
| Gráfica de evolución demográfica de Chapantongo entre 1900 y 2020                            |
|                                                                                              |
| Población de los censos y conteos del Instituto Nacional de Estadística y Geografía (INEGI). |

## Economía
Tiene un grado de marginación bajo y un grado de rezago social muy bajo. Las principales actividades económicas son el comercio y la agricultura.

## Convenios
La localidad cuenta con convenios de cooperación específica, cuyo objetivo es establecer actividades, con la finalidad de facilitar la ejecución del convenio. Estos convenios se celebran porque las partes signatarias focalizan la cooperación específicamente para fortalecer áreas complementarias como turismo, gobierno, seguridad, etc. Los convenios que tiene la ciudad, son:
- Nopala de Villagran, México (2021)[17]
- Huichapan, México (2021)[17]
- Tecozautla, México (2021)[17]
- Tepeji del Río de Ocampo, México (2021)[17]